# Taake

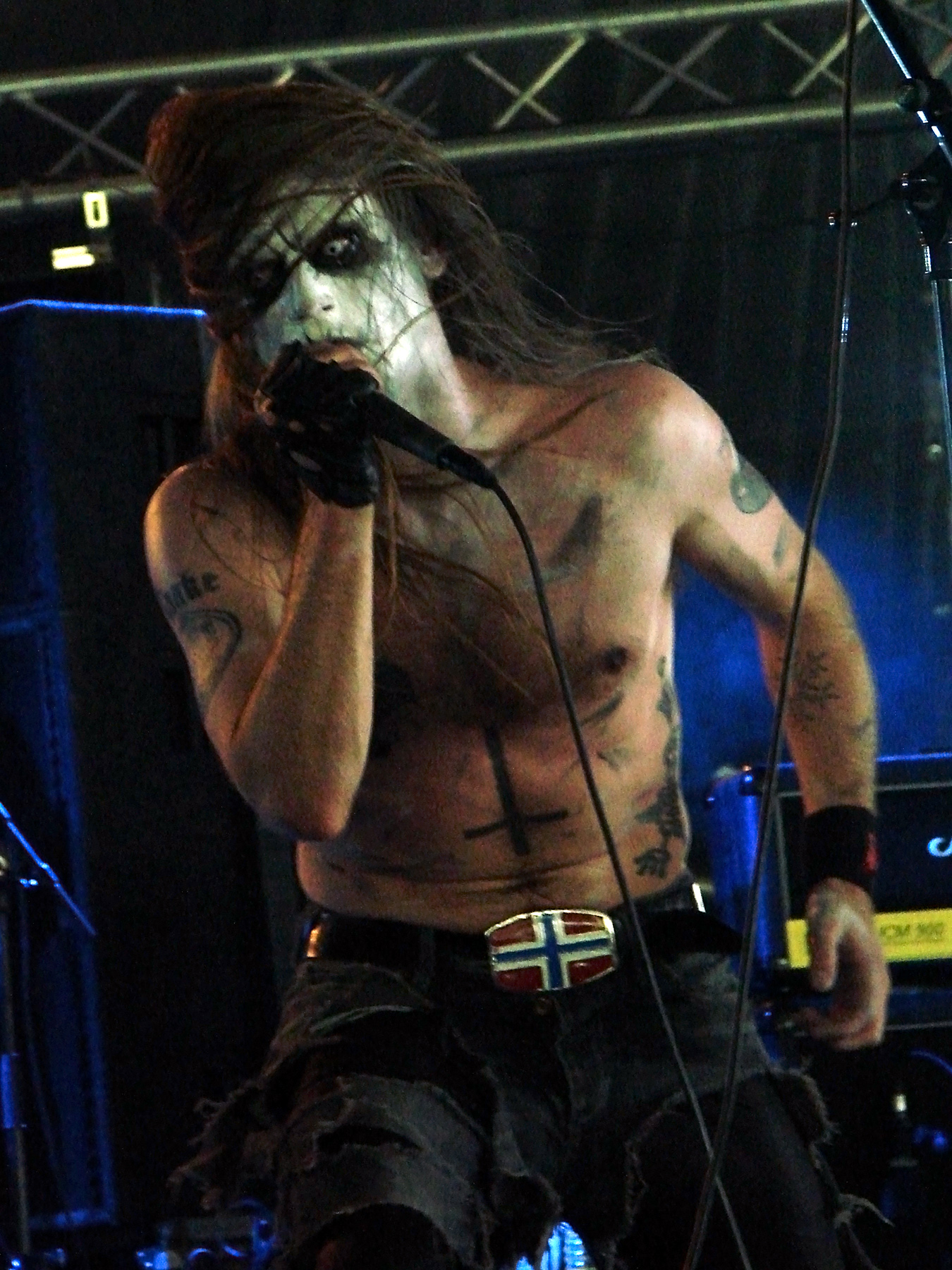
Taake, Hoest, Hellfest 2009

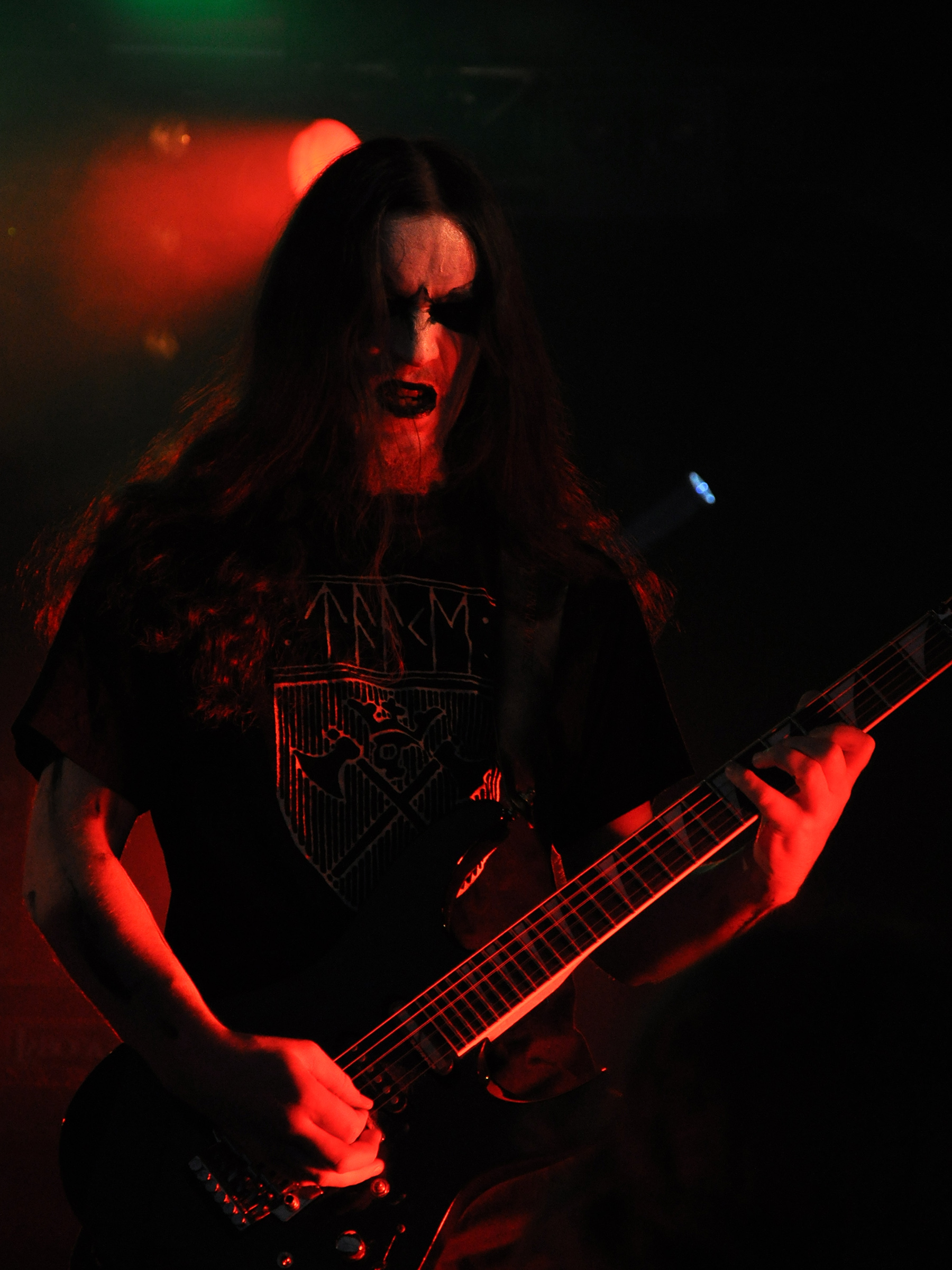
Taake, kytarista Aindiachai, Metal Méan Festival 2009

Taake je norská blackmetalová kapela založená v roce 1993 zpěvákem a hudebníkem Ørjanem Stedjebergem (vulgo Hoest) v norském městě Bergen původně pod názvem Thule. V roce 1995 ji přejmenoval na Taake, což v norštině znamená mlha. V roce 2006 pobýval několik měsíců ve vězení. V březnu 2007 na koncertě v německém Essenu se objevil na pódiu s namalovaným hákovým křížem na hrudi. V Německu je používání jakýchkoli symbolů spojených s nacismem striktně zakázáno a zbytek koncertů byl zrušen.
Jedním z témat kapely je kritika náboženství. Kapela byla v Norsku v roce 2012 nominována s albem Noregs Vaapen na Spellemannprisen (Spellemannovu cenu) v kategorii nejlepší metalové album, překážkou nebyly ani protiislámské texty (do pekla s Mohamedem a mohamedány ve skladbě Orkan).
V roce 1993 vyšlo první demo Der Vinterstormene Raste (Thule) a v roce 1999 debutové studiové album s názvem Nattestid Ser Porten Vid.

## Logo
Logo kapely Taake je ztvárněno gotickým písmem charakteristickým pro blackmetalové kapely. Součástí písmene T je obrácený kříž.

## Diskografie
Dema
- Der Vinterstormene Raste (1993) – ještě pod názvem Thule
- Omfavnet Av Svarte Vinger (1994) – ještě pod názvem Thule
- Manndaudsvinter (1995)

Studiová alba
- Nattestid Ser Porten Vid (1999)
- Over Bjoergvin Graater Himmerik (2002)
- Hordalands Doedskvad (2005)
- Taake (2008)
- Noregs Vaapen (2011)
- Stridens hus (2014)
- Kong Vinter (2017)

EP
- Koldbrann i Jesu marg (1996)
- Nekro (2007)
- Svartekunst (2008)
- Kveld (2011)
- Kulde (2014)

Kompilační alba
- Helnorsk Svartmetall (2004)
- Gravkamre, Kroner og Troner (2013)

Split alba
- několik split nahrávek